# .cy
A .cy Ciprus internetes legfelső szintű tartomány kódja. (Megjegyzés: Észak-Ciprus a .nc.tr teret használja.)
Csak a ciprusi lakosok, illetve az itt bejegyzett cégek regisztrálhatnak domain nevet. Ezenkívül speciális szabályok is vonatkoznak az alsóbb szintű területek alá való regisztrálásra.

## Második szintű domainek
- .ac.cy: egyetemek, kutatóintézetek
- .net.cy: internetszolgáltatók
- .gov, cy: kormányzati oldalak
- .org.cy: nonprofit szervezetek
- .pro.cy: professzionális üzleti szervezetek
- .name.cy: magánszemélyek honlapjai
- .ekloges.cy: a választásokkal kapcsolatos személyek és szervezetek honlapjai
- .tm.cy: regisztrált védjegyek
- .ltd.cy: korlátolt felelősségű vállalatok honlapjai
- .biz.cy: minden más üzleti szervezet
- .press.cy: nyomdák, a sajtóval kapcsolatos oldalak
- .parlaiment.cy: a parlament működéséhez kapcsolódó oldalak
- .com.cy